# Egernia multiscutata
Egernia multiscutata är en ödleart som beskrevs av  Mitchell och BEHRNDT 1949. Egernia multiscutata ingår i släktet Egernia och familjen skinkar.

## Underarter
Arten delas in i följande underarter:
- E. m. multiscutata
- E. m. bos